# Roger Degueldre
Pour les articles homonymes, voir Degueldre.
Roger Degueldre, né le 19 mai 1925 à Louvroil (Nord) à quelques kilomètres de la frontière belge et fusillé au fort d'Ivry (région parisienne), le 6 juillet 1962, est un officier qui fut condamné à mort le 28 juin 1962 par la Cour militaire de justice pour les nombreux attentats dont il fut jugé responsable en tant que fondateur et numéro un des commandos Delta de l'Organisation armée secrète (OAS) pendant la guerre d'Algérie.
Lieutenant du 1er régiment étranger de parachutistes, il avait déserté quatre mois avant le putsch des généraux d'avril 1961, puis a rejoint l'OAS. Sa compagne, Nicole Gardy, également condamnée à mort, s'est enfuie avec sa famille en Amérique du Sud, où elle a acheté des terres à la frontière entre le Paraguay et l'Argentine.

## Biographie

### Jeunesse
Né d'un père manœuvre à la SNCF et d'une mère au foyer, sa famille se réfugie en zone libre dans le sud de la France[réf. nécessaire] pendant l'occupation allemande.

### Armée

#### Libération
Le 20 septembre 1945 à Marseille, il s'engage dans la Légion étrangère, sous un faux nom de famille, une fausse nationalité et une date de naissance modifiée de quelques mois : Roger « Legueldre », né le 18 septembre 1925 à Gruyères, dans la Confédération suisse.
Par décision ministérielle, il reprendra dix ans plus tard son identité le 28 septembre 1955 après avoir été naturalisé français.
Dès ses débuts en Indochine en 1948, il est promu maréchal des logis, au 1er régiment étranger de cavalerie, le régiment des cavaliers légionnaires, puis maréchal des logis-chef, près de 3 ans après son incorporation.

#### Indochine
Pendant la guerre d'Indochine, il porte secours le 21 janvier 1950, lors d'un accrochage dans le delta du Mékong, à son supérieur direct, le capitaine Hervé Le Barbier de Blignières, ce qui lui vaut la médaille militaire et la croix de guerre des Théâtres d'opérations extérieurs.
Chef d'état-major de l'OAS en France en 1960-1961, Blignières sera arrêté en septembre 1961 et condamné en septembre 1963 à six ans de prison. C'est lors de son sauvetage en 1950 par Degueldre qu'est née l'amitié entre les deux militaires, a souligné le journaliste Rémi Kauffer. Pendant la guerre d'Algérie, le premier va « servir de relais parisien », quand le second « cherchera avec l'aide de son camarade de régiment Pierre Sergent » à « recruter des généraux prêts à prendre la tête du pusch des généraux d'Alger », alors seulement « en gestation ». 
En 1954, après la défaite de Điện Biên Phủ, Degueldre est muté au 1er bataillon étranger parachutiste, ancêtre du 1er régiment étranger de parachutistes .

#### Guerre d'Algérie
Degueldre participe ensuite à la guerre d'Algérie. Fait chevalier de la légion d’honneur le 26 septembre 1958, il est promu lieutenant en décembre 1959.
Le colonel Godard veille à ce qu'il soit l'adjoint du patron des services de contre-terrorisme en Algérie. Mais plus tard, le même colonel Godard affichera cependant une « inquiétude devant le jusqu'au boutisme de Degueldre ».

### OAS
C'est Degueldre, selon de nombreuses sources, qui a donné à l'OAS, groupe terroriste clandestin s'opposant à la fin de la guerre d'Algérie, son poids et son influence. Il est en principe numéro 2 de la branche armée, les "commandos Delta", autour desquels est bâtie l'OAS, mais en réalité le vrai leader. Des assassinats sont effectués après ses ordres écrits. 
Au cours de l'année 1961, il est le créateur et responsable des commandos Delta, bras armé de l'Organisation de l'armée secrète, qui ont exécuté la plus grande partie de ses attentats. Delta était son indicatif radio. Le commando Delta 1 dont faisaient partie le sergent Dovecar, Claude Piegts, Marc Ténard et Karl Pietri, entre autres s'est chargé de l'élimination du commissaire Gavoury le 31 mai 1961. L'ordre venait de Canal qui voulait "punir" le gouvernement pour la condamnation des généraux Zeller et Challe. Le général Salan a condamné cet assassinat qui a dressé toute la police contre l'OAS.
Parmi les nombreux attentats réalisés, il tente d'achever sur son lit d'hôpital l'ex-résistant Gaston Pernot, un gaulliste opposé à la guerre. Le 15 mars 1962 près d'Alger, un « commando Delta » pénètre au centre d'éducation social (CES) de Château-Royal, service de l'éducation nationale créé par la résistante Germaine Tillion. Une trentaine de salariés des CES, accusés de sympathie pour la rébellion algérienne, arrêtés en 1956 puis en 1959, avaient été relaxés, sauf 4 condamnés à de courtes peines de prison. Les six cadres des CES présents dans la salle, alignés contre un mur de la cour et assassinés à l'arme automatique étaient :
- Marcel Basset, directeur du Centre de formation de l'éducation de base à Tixeraine, ancien résistant du réseau « Voix du Nord »[7];
- Robert Eymard, ancien instituteur et chef du bureau d'études pédagogiques aux CSE ;
- Mouloud Feraoun, directeur adjoint au chef de service des CSE, ancien instituteur et écrivain ;
- Ali Hammoutène, inspecteur de l'Éducation nationale, directeur adjoint aux CSE et ancien instituteur ;
- Max Marchand (né en 1911), inspecteur d'académie, chef de service et ancien instituteur, croix de guerre et croix de la valeur militaire[7];
- Salah Ould Aoudia, ancien instituteur et inspecteur des centres de la région Alger-Est.

### Arrestation, procès et exécution
Il est arrêté le 7 avril 1962. Condamné à mort par la cour militaire de justice, puis fusillé peu après le 6 juillet 1962 au fort d'Ivry. Jean-Louis Tixier-Vignancour et Denise Macalgne, les avocats qui assistaient Degueldre, ont déposé sans succès une requête aux fins de renvoi pour cause de suspicion légitime, devant la Cour de cassation. Ils avaient consulté l'un et l'autre deux avocats au Conseil d'État, envisageant un recours, mais se virent répondre que la « cadence accélérée à laquelle était menée la procédure pénale » rendait difficile d'obtenir une date pour plaider assez rapprochée. « Un chef de tueurs à gages ne peut invoquer les circonstances atténuantes » plaide lors du procès l'avocat général Gerthoffer.
Pendant le procès, l'accusé est reconnu coupable sans circonstances atténuantes de tous les crimes qui lui étaient reprochés.
Degueldre fut le troisième condamné à mort exécuté pour des crimes commis au nom de l'OAS. Un mois plus tôt, Albert Dovecar et Claude Piegts avaient été fusillés ensemble le 7 juin au fort du Trou-d'Enfer après avoir été condamnés pour l'assassinat du commissaire Roger Gavoury. Huit autres membres des commandos Delta, « organisés et dirigés par Roger Degueldre, dont trois légionnaires déserteurs : Celia, Angelman et Zajek », comparaissent plus tard, fin juillet 1962, pour des faits qui leur furent déjà reprochés lors du procès Degueldre : 17 attentats commis à Alger de juillet à septembre 1961, puis l'assassinat d'Alfred Fox, attaché maritime au consulat de Grande-Bretagne à Alger, le 26 septembre 1961.

## Polémiques

### Date de la désertion
Roger Degueldre n'a pas déserté l'armée française lors du putsch des généraux d'Alger mais 4 à 5 mois avant, afin de préparer ce putsch. Le quotidien Le Monde du 5 novembre 2004 a publié une lettre de Jean-Philippe Ould Aoudia, fils de Salah Henri Ould Aoudia, l'un des six inspecteurs des Centres éducatifs sociaux (CES) assassinés par l'OAS le 15 mars 1962,, lors de l'attentat dit Assassinat de Château-Royal. La lettre estime que le journal venait de publier un résumé biographique doublement erroné, sous la forme d'une notice de 3 lignes commençant par "Résistant FTP, il s'engage dans la Légion. Il déserte le 22 avril 1961 lors du putsch", alors qu'il n'était pas résistant et que cette désertion s'est en fait produite le 25 janvier 1961, lui permettant de contribuer à la préparation du putsch « en faisant la navette entre les comploteurs d'Algérie et de France »[source insuffisante].
La désertion aurait pu même se produire plus tôt, Degueldre la justifiant aux hommes de son ex-unité dans une circulaire qu'il diffuse en janvier 1961, selon un livre consacré à son ami De Blignères.

### Participation alléguée à la Résistance
Une lettre de Jean-Philippe Ould Aoudia, publiée dans Le Monde du 5 novembre 2004, affirme que Roger Degueldre n'a jamais été résistant, participant au contraire très jeune à des « actions criminelles contre des résistants à Charleroi en 1944 », et ne rejoignant la Légion étrangère en 1945, sous un faux nom, une fausse nationalité suisse et une date de naissance retouchée, que pour « échapper à sa condamnation par la justice belge ». Rappelant que Degueldre a été « naturalisé français » seulement « après 5 ans de légion », la lettre précise que l'attentat de 1961 contre le père de Jean-Philippe Ould Aoudia visait un service de l'Éducation nationale fondé par l'ex-résistante Germaine Tillion, deux des quatre Européens également tués étant d'anciens résistants : Max Marchand, croix de guerre et croix de la valeur militaire et Marcel Basset, ancien du réseau « Voix du Nord »[source insuffisante].
En 1962, l'article du Monde annonçant l'arrestation de Roger Degueldre ne mentionnait pas qu'il s'agit d'un ancien résistant, précisant au contraire dès les premières lignes qu'il dément avoir appartenu à la division SS Wallonie, créée en août 1941 par l'occupant allemand et Fernand Rouleau, bras droit de Léon Degrelle, pour enrôler des rexistes belges sur le front de l'Est, ouvert par la rupture du pacte germano-soviétique. Ignorant que Degueldre ne fut naturalisé français qu'en 1950, le quotidien estimait alors qu'il « est possible qu'il ait appartenu à une organisation pro-allemande en France, mais alors très jeune », tout en précisant qu'« aucune preuve n'en a été avancée jusqu'à présent ».
Le journaliste Rémi Kauffer avait au contraire jugé « parfaitement faux » de présenter Roger Degueldre comme « un ex-collabo », dans un livre de 2002. Kauffer y exhume un témoignage inédit de l'ex-résistant français Roger Pannequin, décédé l'année précédente : Pannequin lui aurait confié dix-sept ans plus tôt, en 1985, que « Degueldre a fait la Résistance à nos côtés » et n'aurait fait que « continuer dans la ligne politique ultra-nationaliste que nous, les communistes, suivions à la Libération » en s'engageant dans la Légion étrangère en 1945. 
Dans un autre livre publié beaucoup plus tard, en 2018, Rémi Kauffer ne parle plus d'un Roger Degueldre résistant, et indique que son appartenance à la division SS Wallonie serait à la fois une « rumeur », propagée dans le cadre d'une « campagne de désinformation », menée par les services secrets est-allemands de la Stasi dès les années 1960, et une « légende dorée virant au noir », découlant de « l'assassinat expiatoire » par Degueldre « d'un ancien ami, qui lui avait confié s'être enrichi pendant la guerre en tuant un couple de juifs pour récupérer leurs biens ».
La mention d'une participation de Roger Degueldre à la résistance était apparue pour la première fois dans Le Monde du 29 juin 1962. Publié une semaine avant son exécution, juste avant sa condamnation et basé seulement sur ses déclarations, l'article contrebalançait ceux de la semaine précédente évoquant les accusations du journal L'Europe réelle de décembre 1961 d'avoir été un SS. Selon sa propre version, Degueldre aurait franchi les Pyrénées à 16 ans, entre mai 1941 et mai 1942, pour tenter de rejoindre « les éléments encore incertains de la France libre » puis fait « six mois de prison » en Espagne, avant de retourner dans le Nord en 1943, « pour rejoindre cette fois un groupe de FTP » avec lequel il « fait la résistance jusqu'à Libération », mais n'en « a gardé aucun papier, n'en ayant d'ailleurs pas sollicité, n'ayant pas eu le souci de faire homologuer sa situation », faute de temps ou d'envie.

### Participation alléguée à la légion rexiste et aux Waffen SS

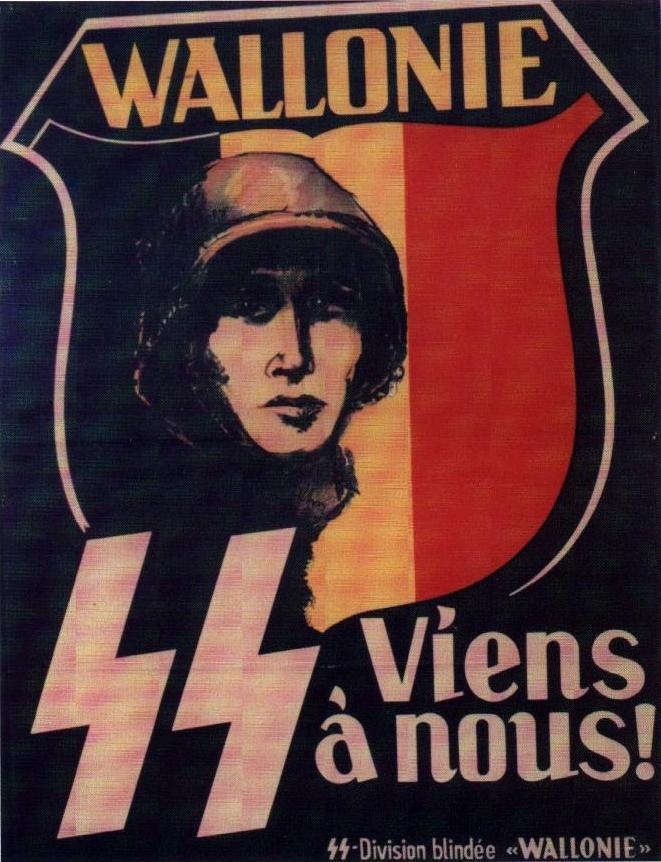
Affiche de recrutement de la division SS « Wallonie ».

De nombreuses sources, y compris rexistes, considèrent que Roger Degueldre a combattu pendant la seconde Guerre mondiale avec la division SS Wallonie des rexistes belges ,,,, mais le quotidien Le Monde avait tempéré, estimant en 1962 qu'« aucune preuve n'en a été avancée jusqu'à présent ».
Une lettre de Jean-Philippe Ould Aoudia en 2004, protestant contre une notice biographique erronée de Degueldre dans un dossier d'Histoire du "Monde", déclare qu'il y a combattu très jeune, à l'époque où il était encore de nationalité belge, une décennie avant de devenir français. Cette lettre reprend l'enquête publiée en 1992 par Jean-Philippe Ould Aoudia dans la revue universitaire Matériaux pour l'histoire de notre temps puis la même année aux Editions Tirésias.

### Personnalité
Les livres sortis au début du XXIe siècle dans le sillage des témoignages dans Le Monde du général Paul Aussaresses ont idéalisé la personnalité de Degueldre, dont l'arrestation aurait été une catastrophe pour l'OAS. Il a cependant été confirmé qu'elle a été causée par une dénonciation dans ses propres rangs.
Les historiens Sylvie Thénault et Jean Monneret sont tombés d'accord en 2017 sur le fait que «les commandos Delta acquirent une totale liberté après l’arrestation de leur chef, Roger Degueldre», le second estimant qu'ils sont alors privés « de toute orientation tactique et stratégique claire » mais reprochant à la première d'utiliser le mot "Terroriste" pour qualifier l'OAS dans toute sa durée de vie, tout en démentant être favorable à cette organisation, car selon lui ses attentats étaient «relativement ciblés» jusqu'à une "seconde phase", commencée le 19 mars et allant jusqu'en juin 1962. Arrêté mi-avril, Degueldre fut fusillé début juillet.
Selon l'historienne des idées politiques Anne-Marie Duranton-Crabol, spécialiste de l'extrême droite Roger Degueldre a témoigné d'un dédoublement de sa personnalité, dans le seul écrit de lui disponible, une lettre écrite 4 jours avant sa mort.

## Famille
Sa compagne en 1961, Nicole Bésineau, fille du général Paul Gardy, condamnée à 15 ans de réclusion par contumace, épouse de Michel Bésineau, s'enfuit en 1963 avec toute la famille Gardy en Argentine. L'Argentine leur offre alors des terres à Misión Tacaaglé, dans la région de Formosa, près du Paraguay.

## Mémoire
En novembre 1978, le président du Front national Jean-Marie Le Pen, dans son discours de clôture du cinquième congrès de ce  mouvement fondé autour de lui en 1972, a rendu hommage à ces « soldats de la fidélité qui ont nom Bastien-Thiry ou Roger Degueldre ».
L'Adimad a inauguré le 6 juillet 2005 à Marignane, dans les Bouches-du-Rhône, une stèle à la mémoire des fusillés de l'OAS, dont Roger Degueldre. La date a été choisie en hommage à Roger Degueldre, fusillé le 6 juillet 1962.
Selon  Le Monde, plusieurs semaines avant cette commémoration annoncée, des organisations, parmi lesquelles la Ligue des droits de l'homme (LDH) et le Collectif des historiens contre la loi du 23 février 2005, dite "loi portant reconnaissance de la Nation et contribution nationale en faveur des Français rapatriés", se mobilisent contre cette « forme déguisée de réhabilitation du colonialisme, voire une sorte de repentance subrepticement imposée à la nation ».

## Décorations
Sa condamnation à mort le prive de ses prérogatives en matière de décorations. Il avait été cité à neuf reprises[réf. nécessaire]: 
- Chevalier de la Légion d'honneur.

- Médaille militaire.

- Croix de guerre des TOE (1 palme et 6 étoiles).

- Croix de la Valeur militaire (2 palmes).

## Arts et littérature
Jean-Pax Méfret consacre deux chansons, «L'erreur du Général» et «Je ne vous garde pas rancune, je vous plains? » sous le pseudonyme de  Jean-Noël Michelet, à Degueldre[réf. souhaitée].

#### contexte
- Claude Tenne, Mais le Diable marche avec nous, éd La Table Ronde, 1968, 253 p.
- Claude Mouton-Raimbault, La contre-révolution en Algérie, le combat de Robert Martel et de ses amis, Vouillé, Diffusion de la Pensée Française, 1973 , 675 p.